# Данькув (Лодзинське воєводство)
Данькув (пол. Dańków) — село в Польщі, у гміні Біла-Равська Равського повіту Лодзинського воєводства.
Населення — 180 осіб (2011).
У 1975-1998 роках село належало до Скерневицького воєводства.

## Демографія
Демографічна структура станом на 31 березня 2011 року:
|          | Загалом | Допрацездатний вік | Працездатний вік | Постпрацездатний вік |
| -------- | ------- | ------------------ | ---------------- | -------------------- |
| Чоловіки | 90      | 19                 | 60               | 11                   |
| Жінки    | 90      | 18                 | 52               | 20                   |
| Разом    | 180     | 37                 | 112              | 31                   |